# Долњи Радехова
Долњи Радехова (чеш. Dolní Radechová) је насељено мјесто са административним статусом сеоске општине (чеш. obec) у округу Наход, у Краловехрадечком крају, Чешка Република.

## Становништво
Према подацима о броју становника из 2014. године насеље је имало 792 становника.